# Mitohondrij
Mitohondrij je stanična organela eukariotskih stanica koja služi kao izvor stanične energije. Mitohondriji su mjesto aktivnosti ciklusa limunske kiseline (Krebsovog ciklusa) kao i mjesto stvaranja adenozin trifosfata elektronskim transportom i oksidativnom fosforilacijom. Cilindrične su strukture, promjera između 0,3 i 1 µm i dugi od 5 do 10 µm zbog čega nisu vidljivi pod svjetlosnim mikroskopom. Sastoje se od dvije membrane, od kojih je vanjska relativno napeta, a unutarnja membrana koja sadrži enzime i proteine naborana je da bi joj se povećala površina i tako povećala mogućnost stvaranja ATP-a. U unutrašnjosti je matriks, osnovna supstanca mitohondrija, u koji ulaze nabori unutarnje membrane. U matriksu je i prstenasta molekula DNK, ribosomi i enzimi. Vjeruje se da su nastali endosimbiozom od aerobne bakterije i zato sadržavaju 70 S ribosome i cirkularnu DNK kao i prokarioti.